# Lepsény
Lepsény är en ort i Ungern.   Den ligger i provinsen Fejér, i den västra delen av landet, 80 km sydväst om huvudstaden Budapest. Lepsény ligger 110 meter över havet och antalet invånare är 3 224.
Terrängen runt Lepsény är huvudsakligen platt. Lepsény ligger nere i en dal. Runt Lepsény är det ganska tätbefolkat, med 83 invånare per kvadratkilometer. Närmaste större samhälle är Siófok, 17,0 km sydväst om Lepsény. Trakten runt Lepsény består till största delen av jordbruksmark.